# هاگینگ فیس
هاگینگ فیس (به انگلیسی: Hugging Face, Inc.) یک شرکت آمریکایی مستقر در منهتن، نیویورک است که ابزارهای محاسباتی برای ساخت برنامه‌ها با استفاده از یادگیری ماشین توسعه می‌دهد. این شرکت بیش از همه به‌خاطر کتابخانه ترنسفورمر برای برنامه‌های پردازش زبان‌های طبیعی و همچنین پلتفرمی که به کاربران اجازه می‌دهد مدل‌های یادگیری ماشین و داده‌مجموعه‌ها را به اشتراک گذاشته و کارهای خود را به نمایش بگذارند، شناخته می‌شود.

## تاریخچه
شرکت در سال ۲۰۱۶ توسط کارآفرینان فرانسوی، کلمنت دلانگ، ژولیان شوموند و توماس ولف در نیویورک تأسیس شد و در آغاز به عنوان توسعه‌دهنده یک اپلیکیشن چت‌بات برای نوجوانان فعالیت می‌کرد. نام شرکت از ایموجی U+1F917 🤗  گرفته شده است. پس از متن-باز کردن مدل پشت چت‌بات، شرکت محوریت خود را به سکویی برای یادگیری ماشین تغییر داد.
در مارس ۲۰۲۱، هاگینگ فیس در دور سرمایه‌گذاری سری بی مبلغ ۴۰ میلیون دلار جذب کرد.
در ۲۸ آوریل ۲۰۲۱، شرکت کارگاه تحقیقاتی بیگ‌سایِنس را با همکاری چند گروه تحقیقاتی دیگر برای انتشار یک مدل زبانی بزرگ متن‌باز راه‌اندازی کرد. در سال ۲۰۲۲، این کارگاه با معرفی بلوم، یک مدل زبانی چندزبانه با ۱۷۶ میلیارد پارامتر، به کار خود پایان داد.
در دسامبر ۲۰۲۲، شرکت کتابخانه متن‌باز Gradio را که برای توسعه برنامه‌های یادگیری ماشین در پایتون ساخته شده است، خریداری کرد.
در ۵ می ۲۰۲۲، شرکت دور سرمایه‌گذاری سری C را به رهبری کوتو و سکویا اعلام کرد و به ارزش‌گذاری ۲ میلیارد دلاری دست یافت.
در ۳ اوت ۲۰۲۲، شرکت نسخه سازمانی «Private Hub» از پلتفرم عمومی خود را معرفی کرد که از استقرار به‌صورت ساس یا بر روی تجهیزات درون شرکتی پشتیبانی می‌کند.
در فوریه ۲۰۲۳، شرکت اعلام کرد که با سرویس‌های وب آمازون همکاری کرده است تا محصولات هوگینگ‌فِیس برای مشتریان AWS در دسترس قرار گیرند و بتوانند از آن‌ها به‌عنوان بلوک‌های ساختمانی برای برنامه‌های سفارشی خود استفاده کنند. این شرکت همچنین اعلام کرد که نسل بعدی مدل «بلوم» بر روی تراشه اختصاصی یادگیری ماشین ترِینیوم، ساخته AWS، اجرا خواهد شد.
در اوت ۲۰۲۳، شرکت در دور سرمایه‌گذاری سری D مبلغ ۲۳۵ میلیون دلار جذب کرد که ارزش‌گذاری آن را به ۴٫۵ میلیارد دلار رساند. این دور به رهبری سلزفورس و با مشارکت سرمایه‌گذارانی همچون گوگل، آمازون، انویدیا، ای‌ام‌دی، اینتل، آی‌بی‌ام و کوالکام برگزار شد.
در ژوئن ۲۰۲۴، شرکت همراه با متا و اِسکِیل‌وِی از راه‌اندازی برنامه شتاب‌دهنده جدید هوش مصنوعی برای استارتاپ‌های اروپایی خبر داد. هدف این ابتکار، کمک به استارتاپ‌ها برای ادغام مدل‌های پایه متن‌باز در محصولات‌شان و تسریع اکوسیستم هوش مصنوعی در اتحادیه اروپا است. این برنامه که در مرکز استیشن اف در پاریس مستقر است، از سپتامبر ۲۰۲۴ تا فوریه ۲۰۲۵ اجرا خواهد شد و استارتاپ‌های منتخب از راهنمایی و منتورینگ، دسترسی به مدل‌ها و ابزارهای هوش مصنوعی و قدرت محاسباتی اِسکِیل‌وِی برخوردار خواهند شد
در ۲۳ سپتامبر ۲۰۲۴، به منظور گسترش دهه بین‌المللی زبان‌های بومی، هاگینگ فیس همراه با متا و یونسکو یک مترجم آنلاین جدید راه‌اندازی کردند که بر پایه مدل متن‌باز «بدون زبان باز نمی‌ماند» متا ساخته شده و امکان ترجمه رایگان متون به ۲۰۰ زبان، از جمله زبان‌های کم‌منبع، را فراهم می‌آورد
در آوریل ۲۰۲۵، هاگینگ فیس اعلام کرد که استارتاپ رباتیک انسان‌نما پالِن رباتیکس را در فرانسه خریداری کرده است. این استارتاپ در سال ۲۰۱۶ توسط متییو لپِر و پی‌یر رونِه تأسیس شد. کلمنت دلانگ، مدیرعامل هاگینگ فیس، در توییتی چشم‌انداز خود را برای متن‌باز کردن ربات‌های هوش مصنوعی به اشتراک گذاشت. 

## خدمات و فناوری‌ها

### کتابخانه ترنسفورمرز
کتابخانه ترنسفورمرز یک بسته نرم‌افزاری پایتون است که پیاده‌سازی‌های متن‌باز مدل‌های ترنسفورمر برای وظایف متنی، تصویری و صوتی را در بر می‌گیرد. این کتابخانه با کتابخانه‌های یادگیری عمیق پای‌تورچ، تنسورفلو و جَکس سازگار است و شامل پیاده‌سازی مدل‌های برجسته‌ای مانند برت و جی‌پی‌تی ۲ می‌باشد. این کتابخانه در ابتدا با نام «pytorch-pretrained-bert» منتشر شد و پس از آن به «pytorch-transformers» و نهایتاً «transformers» تغییر نام داد.
نسخه جاوااسکریپت این کتابخانه با نام "Transformers.js" نیز توسعه یافته که امکان اجرای مدل‌ها را مستقیماً در مرورگر از طریق موتور ONNX فراهم می‌کند.

### پلتفرم هاگینگ فیس هاب
پلتفرم هاگینگ فیس هاب (خدمت وب متمرکز) میزبان موارد زیر است:
- مخازن کد مبتنی بر گیت شامل بحث‌ها و درخواست‌های کشش
- مدل‌ها با کنترل نسخه مبتنی بر گیت
- مجموعه داده‌ها، عمدتاً متن، تصویر و صدا؛
- برنامه‌های تحت وب («Spaces» و «Widgets») برای نمایش‌های ابتدایی و سطح پایین از برنامه‌های یادگیری ماشین.

مدل‌های پیش‌آماده فراوانی وجود دارند که وظایف رایج در حوزه‌های مختلف را پشتیبانی می‌کنند، از جمله:
- پردازش زبان‌های طبیعی: طبقه‌بندی متن، شناسایی نام‌های خاص، پاسخ به سوال، مدل‌سازی زبان، خلاصه‌سازی، ترجمه، انتخاب چندگانه و تولید متن.
- بینایی رایانه‌ای: طبقه‌بندی تصویر، تشخیص شئ و تفکیک.
- صوت: تبدیل گفتار به متن و طبقه‌بندی صوت.

### کتابخانه‌های دیگر

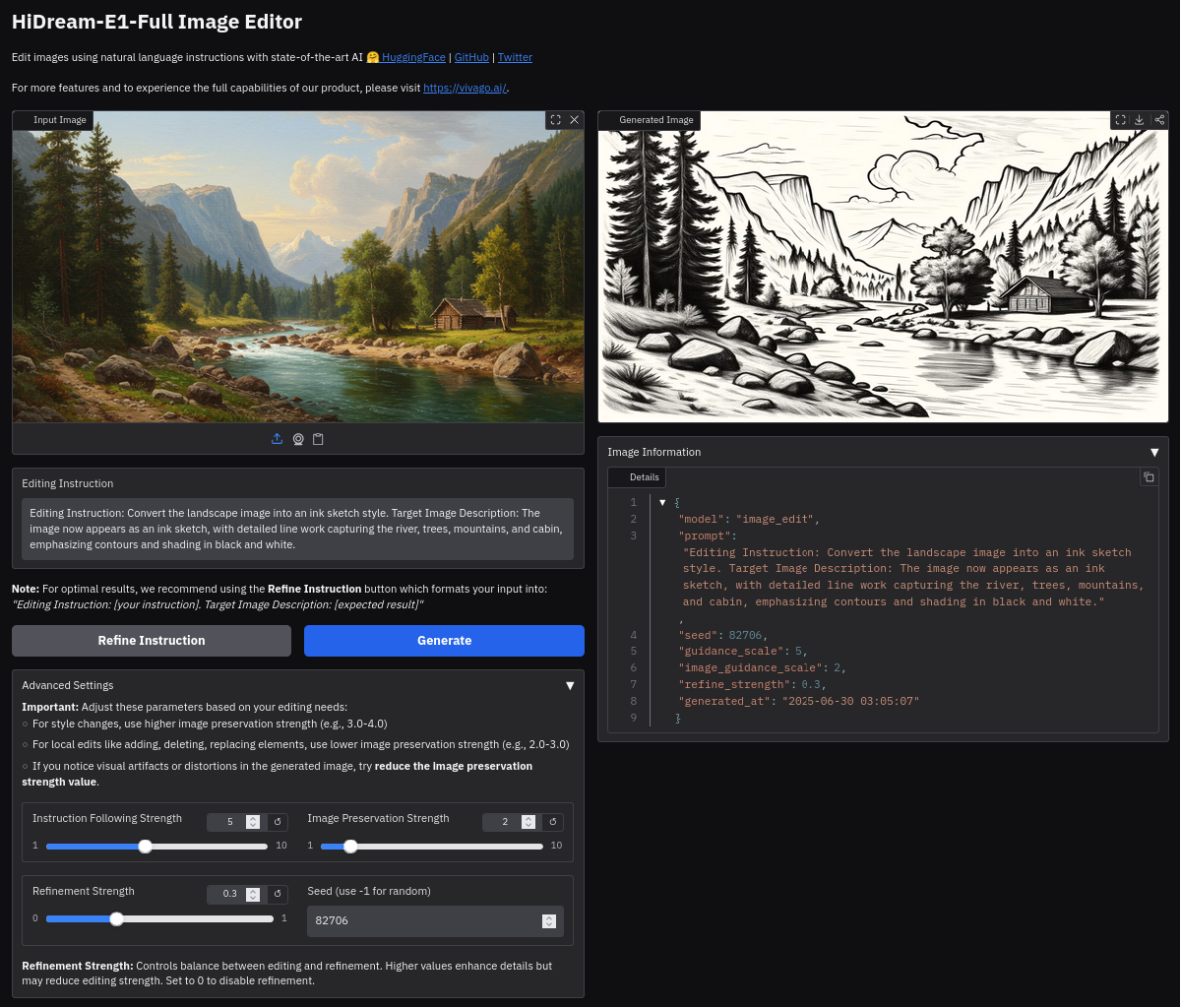
نمونه رابط کاربری Gradio

علاوه بر ترنسفورمرز و هاگینگ فیس هاب، اکوسیستم هاگینگ فیس شامل کتابخانه‌هایی برای دیگر وظایف نیز هست، مانند:
- پردازش مجموعه‌داده («Datasets»)
- ارزیابی مدل («Evaluate»)
- تولید تصویر («Diffusers»)
- دموهای یادگیری ماشین («Gradio»)

### سیف‌تنسور
قالب سیف‌تنسور در حدود سال ۲۰۲۱ برای حل مشکلات قالب pickle در پایتون ایجاد شد. این قالب برای ذخیره و بارگذاری تنسورها طراحی شده است و در مقایسه با pickle امکان بارگذاری تنبل و جلوگیری از مشکلات امنیتی را فراهم می‌کند. پس از انجام ممیزی امنیتی، این قالب در سال ۲۰۲۳ به عنوان قالب پیش‌فرض انتخاب شد.
قالب فایل:
- اندازه سربرگ: ۸ بایت، یک عدد صحیح ۶۴ بیتی بدون علامت  little-endian.
- سربرگ: رشته JSON به قالب UTF-8 با ساختاری مانند {"TENSOR_NAME": {“dtype”: “F16”, “shape”: [1, 16, 256], “data_offsets”: [BEGIN, END]}, …}.
- بدنه فایل: یک بافر بر پایه بایت، حاوی داده‌های تنسور.

## مراجع
1. ↑  "Hugging Face wants to become your artificial BFF". TechCrunch (به انگلیسی). 9 March 2017. Archived from the original on 2022-09-25. Retrieved 2023-09-17.
2. ↑  "Hugging Face raises $40 million for its natural language processing library". 11 March 2021. Archived from the original on 28 July 2023. Retrieved 5 August 2022.
3. ↑  "Inside BigScience, the quest to build a powerful open language model". 10 January 2022. Archived from the original on 1 July 2022. Retrieved 5 August 2022.
4. ↑  "BLOOM". bigscience.huggingface.co. Archived from the original on 2022-11-14. Retrieved 2022-08-20.
5. ↑  "Inside a radical new project to democratize AI". MIT Technology Review (به انگلیسی). Archived from the original on 2022-12-04. Retrieved 2023-08-25.
6. ↑  Nataraj, Poornima (2021-12-23). "Hugging Face Acquires Gradio, A Customizable UI Components Library For Python". Analytics India Magazine (به انگلیسی). Archived from the original on 2021-12-23. Retrieved 2024-01-26.
7. ↑  Cai, Kenrick. "The $2 Billion Emoji: Hugging Face Wants To Be Launchpad For A Machine Learning Revolution". Forbes (به انگلیسی). Archived from the original on 2022-11-03. Retrieved 2022-08-20.
8. ↑  "Introducing the Private Hub: A New Way to Build With Machine Learning". huggingface.co. Archived from the original on 2022-11-14. Retrieved 2022-08-20.
9. ↑  Bass, Dina (2023-02-21). "Amazon's Cloud Unit Partners With Startup Hugging Face as AI Deals Heat Up". Bloomberg News. Archived from the original on 2023-05-22. Retrieved 2023-02-22.
10. ↑  Nellis, Stephen (2023-02-21). "Amazon Web Services pairs with Hugging Face to target AI developers". Reuters. Archived from the original on 2023-05-30. Retrieved 2023-02-22.
11. ↑  "AWS and Hugging Face collaborate to make generative AI more accessible and cost efficient | AWS Machine Learning Blog". aws.amazon.com (به انگلیسی). 2023-02-21. Archived from the original on 2023-08-25. Retrieved 2023-08-25.
12. ↑  Leswing, Kif (2023-08-24). "Google, Amazon, Nvidia and other tech giants invest in AI startup Hugging Face, sending its valuation to $4.5 billion". CNBC (به انگلیسی). Archived from the original on 2023-08-24. Retrieved 2023-08-24.
13. ↑  "META Collaboration Launches AI Accelerator for European Startups". Yahoo Finance (به انگلیسی). 2024-06-25. Archived from the original on 2024-07-11. Retrieved 2024-07-11.
14. ↑  "Hugging Face Spaces Translator". 2024-09-23.
15. ↑  "UNESCO Translator Event". 2024-09-23.
16. ↑  Wiggers, Kyle (2025-04-14). "Hugging Face buys a humanoid robotics startup". TechCrunch (به انگلیسی). Retrieved 2025-04-15.
17. ↑  Koetsier, John. "Open Source Humanoid Robots That You Can 3D Print Yourself: Hugging Face Buys Pollen Robotics". Forbes (به انگلیسی). Retrieved 2025-04-15.
18. ↑  Knight, Will. "An Open Source Pioneer Wants to Unleash Open Source AI Robots". Wired (به انگلیسی). ISSN 1059-1028. Retrieved 2025-04-15.
19. ↑  "🤗 Transformers". huggingface.co. Archived from the original on 2023-09-27. Retrieved 2022-08-20.
20. ↑  "First release". GitHub. Nov 17, 2018. Archived from the original on 30 April 2023. Retrieved 28 March 2023.
21. ↑  "huggingface/transformers.js". GitHub. Archived from the original on 2023-03-07. Retrieved 2025-06-18.
22. ↑  "Hugging Face Hub documentation". huggingface.co. Archived from the original on 2023-09-20. Retrieved 2022-08-20.
23. ↑  "Hugging Face - Documentation". huggingface.co. Archived from the original on 2023-09-30. Retrieved 2023-02-18.
24. ↑  huggingface/safetensors, Hugging Face, 2024-09-21, retrieved 2024-09-22
25. ↑  "🐶Safetensors audited as really safe and becoming the default". huggingface.co. Retrieved 2024-09-22.